# Jan Huges (burgemeester)
Jan Huges (Gasselte, 3 januari 1861 – Assen, 2 december 1939) was een Nederlandse burgemeester van de voormalige gemeente Gasselte en gedeputeerde van de provincie Drenthe.

## Leven en werk
Jan Huges, zoon van de koopman Thimotheus Huges en Alberta Jantina Prins, volgde in 1904 zijn halfbroer Albertus op als burgemeester van Gasselte. Hij stond bekend als een bekwaam bestuurder. Ten tijde van zijn benoeming tot burgemeester was hij al lid van Provinciale Staten van Drenthe. Hij koos uiteindelijk voor een politieke carrière in het provinciaal bestuur. Hij werd gedeputeerde van Drenthe voor de Liberale Staatspartij en verhuisde in 1916 naar Assen.
Hij was tevens voorzitter van diverse Drentse organisaties en bedrijven, zoals de aardappelmeelfabriek Oostermoer, het Boter Controle Station Drenthe en het Drents Landbouw Genootschap.
Jan Huges was gehuwd met de uit Oosterhesselen afkomstige Jantina Kamping. Zij hadden drie kinderen.

## Trivia
- In Gasselte is de Jan Hugeslaan naar hem genoemd.